# Estadio Dr. Osvaldo Juárez
El Estadio Dr. Osvaldo Juárez es un estadio de fútbol de la ciudad de La Banda, en la Provincia de Santiago del Estero, Argentina. El recinto está ubicado en la Avenida Julio Gerez y Cassaffousth Norte, posee una capacidad para 6.000 personas y es propiedad del Club Central Argentino que juega en el Torneo Regional Federal Amateur, la cuarta categoría del fútbol en Argentina.